# قرية رأس السائح
قرية رأس السائح، هي إحدى قرى مدينة مصراتة، وتقع في منتصف المسافة بين قرية الزروق ووسط مصراتة (اماطين)، ويحدها من جهة البحرة (الشمال) قريتي قرارة والرملة، ومن جهة الشرق قرية الرملة، ومن جهة الغرب قرية الفكارنة، ومن جهة القبلة (الجنوب) قرية السكيرات.